# Collegio arcivescovile Alessandro Volta
Il Collegio Volta è una scuola italiana ubicata a Lecco in Lombardia, intitolata al fisico comasco Alessandro Volta.

## Storia
L'istituto fu fondato nel 1902 dal cardinale di Milano Andrea Carlo Ferrari il quale riconobbe pressoché immediatamente il Collegio come “arcivescovile”, impegnandovi un sacerdote come vicerettore e alcuni studenti di teologia, come “prefetti”, assistenti educatori per i ragazzi. Nel Collegio trovarono posto le elementari della scuola parrocchiale e una scuola commerciale, articolata in quattro corsi sul modello degli istituti tecnici della vicina Svizzera. In virtù dell'ormai inarrestabile incremento degli studenti negli istituti di Lecco, nel 1942 venne decisa la separazione in due rami della scuola tecnica della città lariana, lasciando alle scuole statali la sezione industriale e trasferendo al “Volta” la scuola di avviamento commerciale.

### Il secondo dopoguerra
Nel 1946 venne aperta anche la scuola media, legalmente riconosciuta. Il 1º marzo 1960 otteneva la parifica delle cinque classi elementari; in seguito alla riforma del 1962, la scuola di avviamento commerciale chiuse i suoi corsi nel 1967, durante il rettorato di don Giuseppe Terraneo. Pochi anni dopo venne sospeso anche l'internato delle medie e delle elementari, mentre tornò a funzionare il convitto per gli alunni delle scuole superiori di Lecco.
Nel 1977, l'allora rettore don Giulio Mantegazzini, chiuse il convitto e diede vita al liceo scientifico. Anno dopo anno le classi ottenevano il riconoscimento legale dal Ministero della Pubblica Istruzione.
Il 15 maggio 1982 con la formazione della classe quinta venne completamente legalizzato.
Nel 1996 è stato chiamato alla direzione del collegio arcivescovile don Gianluigi Panzeri,
già rettore ad Arona del collegio "De Filippi".
Nel Settembre 2008 gli è succeduto don Angelo Puricelli, laureato in Teologia e già professore di Religione.

### Il nuovo millennio
A partire dall'anno scolastico 2001-2002 il collegio Volta ha potuto allargare le proprie attività educative ai bambini/e più piccoli grazie alla donazione dell'edificio scolastico della congregazione delle suore Figlie di Betlem; nella stessa sede è funzionante dall'anno 2004-2005 un punto giochi ("Pim Pam") per bambini dai 18 ai 36 mesi.

## Scuole
- Punto giochi "Pim Pam" per la prima infanzia e Sezione Primavera (1-3 anni)
- Scuola dell'Infanzia (3-6 anni)
- Scuola Primaria (6-11 anni)
- Scuola Secondaria di Primo Grado (Media 11-14 anni)
- Liceo Scientifico (14-19 anni)
- Liceo Artistico (14-19 anni) indirizzo: Arti Figurative e Architettura e Ambiente (le classi dell’indirizzo sono state chiuse definitivamente con la fine dell’anno scolastico 2020-2021)

## Riconoscimenti
- Il giorno 10 aprile 2003 il Presidente della Repubblica Carlo Azeglio Ciampi ha conferito al Collegio la "Medaglia d'oro ai Benemeriti della Scuola, della Cultura e dell'Arte".
- Tutte le scuole del Collegio e le loro attività sono state certificate ISO 9001 / 2008 dall'ente SGS a partire dall'anno 2004.

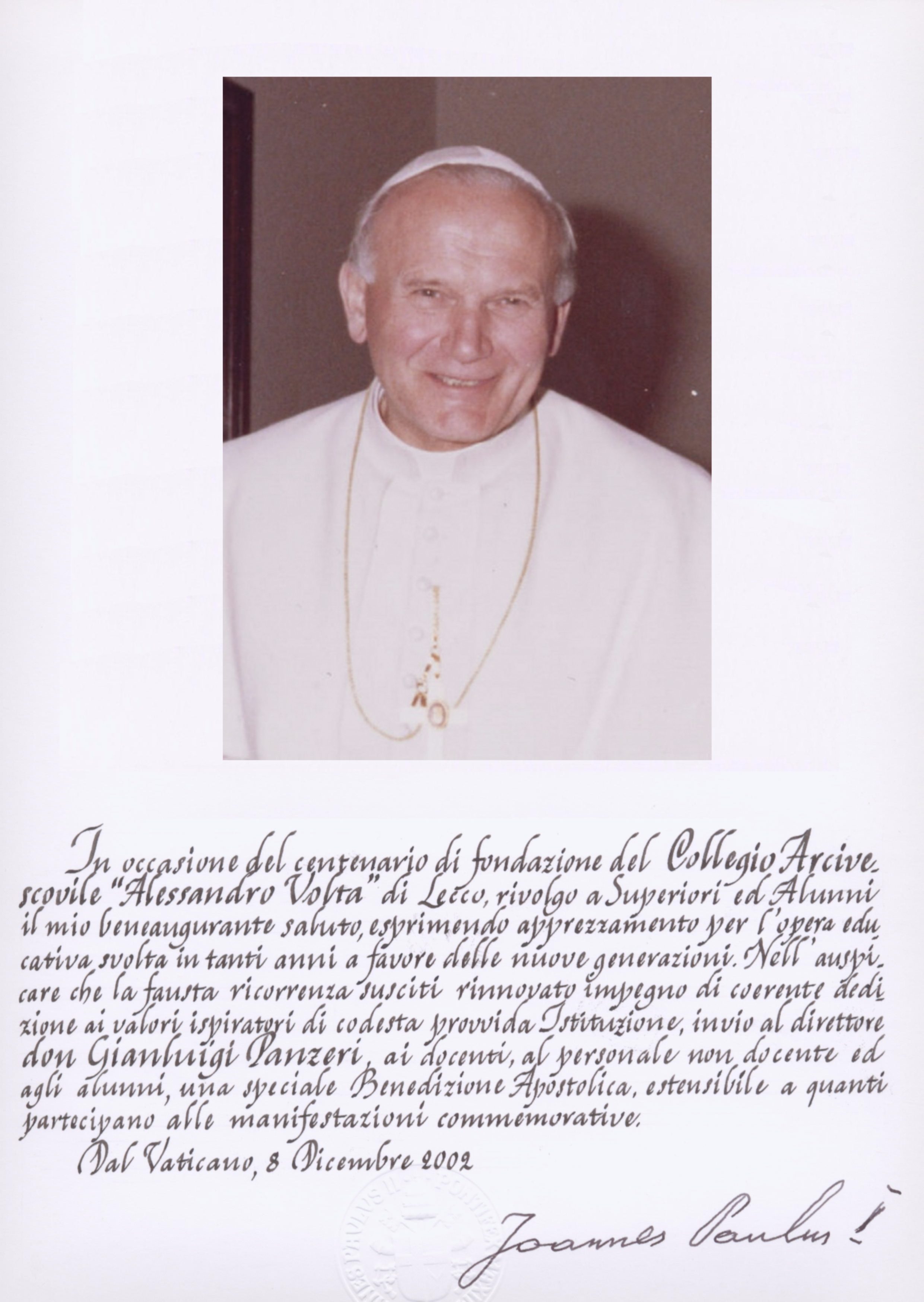
Riconoscimento del Papa per il centenario